# 米奇斯瓦夫·诺瓦克
米奇斯瓦夫·诺瓦克（波蘭語：Mieczysław Nowak，1936年12月22日—2006年5月17日），波兰男子举重运动员。他曾代表波兰参加1964年、1968年和1972年夏季奥林匹克运动会举重比赛，其中1964年奥运会获得一枚铜牌。